# SV Vesalia 08 Oberwesel
Der Sportverein Vesalia 08 Oberwesel e.V. ist ein deutscher Sportverein mit Sitz in der rheinland-pfälzischen Stadt Oberwesel innerhalb der Verbandsgemeinde Hunsrück-Mittelrhein im Rhein-Hunsrück-Kreis.

## Geschichte

### Allgemein
Der Verein wurde im Jahr 1908 von ein paar Fußballspielern als Turn- und Spielverein gegründet. Die Namensgebung Vesalia fußt dabei auf den alten römischen Namen von Oberwesel. Die Turn-Abteilung kam dann im Jahr 1912 dazu. Ein Jahr später bildete sich noch eine Box- und Ringerabteilung von derer jedoch heutzutage keine Aufzeichnungen mehr existieren. Am Ende des Ersten Weltkriegs kam es dann zudem noch zur Gründung einer Leichtathletik-Abteilung. Im Jahr 1924 machte sich die Turn-Abteilung als neugegründete Turngesellschaft dann wiederum eigenständig. Die Leichtathletik-Abteilung trat zudem in Teilen der neugegründeten DJK bei. In den 1950er Jahren schloss sich die Turngesellschaft dann auch wieder dem Sportverein an. Im Jahr 1951 kamen dann auch noch eine Tennis- und Wintersport-Abteilung dazu. Ebenso bildete sich langsam wieder eine Leichtathletik-Abteilung, welche dann jedoch nur noch bis in die 1960er Jahre existierte. Wegen großer Nachfrage entstand dann im Jahr 1973 auch eine Karate-Abteilung.

### Fußball

#### Gründung bis Zweiter Weltkrieg
Bedingt durch den Ausbruch des Ersten Weltkriegs ein weiteres Jahr später, wurde der Spielbetrieb bei den Fußballern erst einmal unterbrochen. Bereits 1916 konnte dann in gegen regionale Mannschaften in Kleinmannschaften wieder gespielt werden. Im Jahr 1926 gelang der ersten Fußball-Mannschaft dann erstmals der Aufstieg in die 1. Bezirksklasse, der man bis zu Mitte der 1930er Jahre dann auch angehörte. Nach der Zwangsauflösung der DJK Rheinwacht durch die Nationalsozialisten traten die Leichtathleten wieder in den Sportverein ein. Nach dem Ausbruch des Zweiten Weltkriegs wurde der Spielbetrieb dann schnell komplett eingestellt.

#### Nachkriegszeit
Nach dem Ende des Krieges bildete sich schnell wieder eine Fußball-Mannschaft, welcher es dann sogar gelang zur Saison 1949/50 in die zu dieser Zeit zweitklassige Landesliga Rheinhessen/Nahe aufzusteigen. Dort konnte man sich jedoch nur eine Spielzeit lang halten und musste am Ende mit 9:47 als 15. und damit letzter der Tabelle direkt wieder absteigen. Von da an ging es dann sogar immer weiter runter bis in die A-Klasse.
Im Jahr 1954 gelang dann wieder einmal eine Meisterschaft, womit die Mannschaft es schaffte in die Bezirksliga zurückzukehren. Dieser Aufschwung sollte jedoch nicht lange halten, womit man bereits 1961 erstmals in die B-Klasse absteigen musste. Daraufhin bildete man dann zusammen mit dem Nachbarverein Rheingold Dellhofen eine Spielgemeinschaft. Diese schaffte dann 1965 auch die Rückkehr in die A-Klasse, stieg jedoch bereits ein Jahr später wieder ab, konnte daraufhin jedoch den sofortigen Wiederaufstieg einfahren, der Spielklasse gehörte man dann wiederum auch nur bis 1968 an.

#### 1970er Jahre bis 1990er Jahre
Im Jahr 1973 schloss man sich dann noch einmal als SG mit dem TSV Blau-Weiß Bacharach zusammen, mit welchem man sofort in die Kreisliga B aufsteigen sollte. Man konnte soweit die Klasse halten, ein Aufstieg aus der B-Klasse sollte jedoch nicht gelingen. Im Abschluss einer Relegationsrunde ging es für die Fußballer dann schließlich im Jahr 1995 runter in die C-Klasse. Im gleichen Jahr wurde dann jedoch eine Spielgemeinschaft mit dem SSV Urbar gebildet. Womit man in der B-Klasse verbleiben konnte. Im Jahr 1999 sollte dann auch die Zeit dieser SG enden.

#### Heutige Zeit
Im Jahr 2001 gelang dann schließlich nach einem Abstieg im zweiten Anlauf die Meisterschaft in der C-Klasse. Im Jahr 2004 sollte dann auch die Rückkehr in die A-Klasse gelingen. Hier kann man sich dann viele Jahre lang halten. Am Ende der Saison 2016/17 sollte dann schließlich mit 69 Punkten auch die Meisterschaft eingefahren werden, womit die Mannschaft in die Bezirksliga aufsteigen durfte. Seitdem spielt die Mannschaft stets oben mit, für einen Aufstieg reichte es bis heute jedoch noch nicht. Zur Saison 2019/20 tritt die Mannschaft zusammen mit der SpVgg Viertäler 1990 als SG Viertäler Oberwesel in der Bezirksliga an.

### Handball
Im Jahr 1975 folgte dann noch die Gründung einer Handball-Abteilung, welche ab 1977 in der 3. Kreisklasse antrat. Im Jahr 1980 löste sich die Fußball-SG dann auf und der Sportverein musste somit in die Kreisliga C absteigen. Bereits 1981 sollte jedoch der direkte Wiederaufstieg gelingen. 1987 fusionieren die Handballer dann mit dem TSV Blau-Weiß Bacharach, die Mannschaft durfte jedoch nicht in Rheinhessen spielen, womit die Mannschaft in der D-West antreten musste. Die Verbindung hielt jedoch nicht lange und ab 1993 trat man dann als TuS Büdesheim auf. Den Handballern gelang 1994 ungeschlagen in der C-Klasse Meister zu werden und damit in die B-Klasse aufzusteigen. Zwei weitere Jahre später gelang dann auch der Aufstieg in die A-Klasse.
Die Handballer schließen sich dann 1998 mit RW Oberheimbach zur HSG Mittelrhein zusammen. Somit schaffte man dann 1999 auch die Meisterschaft in der A-Klasse sowie die darauf folgende Relegation. Im Jahr 2000 spielte man somit in der Kreisliga, dort spielt man stets vorne mit, verpasst am Ende dann jedoch den dritten Platz, welcher zum Aufstieg gereicht hätte. Durch den Aufstieg des TV Nieder-Olm in die Regionalliga, wurde jedoch ein Platz frei, womit die Mannschaft trotzdem den Aufstieg in die Verbandsliga wahrnehmen konnte. Nach einem 9. Platz in der Folgesaison, kämpfte man in den folgenden Spielzeiten jedoch stets gegen den Abstieg. Im Jahr 2004 folgte dann der Abstieg in die Kreisliga, hier gelang zwar der Klassenerhalt, jedoch wurde freiwillig der Gang in die A-Klasse angetreten. Vor Beginn der Saison 2005/06 wurde Mannschaft dann aufgrund von Spielermangel komplett zurückgezogen. Von da an wurde der Platz der zweiten Mannschaft in der D-Klasse angenommen, diese sollte jedoch auch relativ schnell zumindest bis in die B-Klasse aufsteigen. Heutzutage spielt eine Damen-Mannschaft in der A-Klasse des Handballverbands Rheinhessen.